# Dendryphantes hewitti
Dendryphantes hewitti là một loài nhện trong họ Salticidae.
Loài này thuộc chi Dendryphantes. Dendryphantes hewitti được Roger de Lessert miêu tả năm 1925.